# Kryterium Savage’a
Kryterium Savage’a (reguła Savage’a, reguła minimaksu) – kryterium podejmowania decyzji w warunkach niepewności. Według reguły opracowanej przez Leonarda Savage’a w takiej sytuacji należy dokonać wyboru tej decyzji, która minimalizuje maksymalne straty w stosunku do decyzji optymalnej, która zostałaby podjęta, gdyby wiadome było, jaki stan natury zaistnieje w przyszłości. Wyraża ona pesymistyczną strategię postępowania w sytuacji ryzyka i minimalizuje maksymalny żal.
Według tego kryterium należy obliczyć stratę relatywną dla każdej decyzji, tworząc macierz z elementów stanowiących różnicę między stratą maksymalną a stratą dla danej decyzji. Maksymalne straty relatywne dla każdej decyzji tworzą wektor, którego element minimalny wskazuje na decyzję minimalizującą potencjalną stratę.

## Przykład
Dana jest macierz {\displaystyle [a_{ds}]} reprezentująca potencjalne zyski odpowiadające trzem możliwym decyzjom w zależności od czterech możliwych stanów natury, które mogą zajść w przyszłości.
| Decyzje | s1   | s2  | s3  | s4   |
| d1      | 100  | 100 | 100 | 100  |
| d2      | 0    | 300 | 600 | 600  |
| d3      | −100 | 100 | 100 | 1000 |

Na jej podstawie wyznacza się macierz strat relatywnych, złożoną z elementów {\displaystyle b_{ds}=\max\{a_{d_{1}s},a_{d_{2}s},a_{d_{3}s}\}-a_{ds}.}
| Decyzje | s1  | s2  | s3  | s4  |
| d1      | 0   | 200 | 500 | 900 |
| d2      | 100 | 0   | 0   | 400 |
| d3      | 200 | 200 | 500 | 0   |

Następnie tworzy się wektor maksymalnych relatywnych strat dla każdej decyzji (pogrubione elementy w tablicy powyżej).
| Decyzje |     |
| d1      | 900 |
| d2      | 400 |
| d3      | 500 |

Z wektora tego wybiera się najmniejszą stratę relatywną. Decyzja, w wyniku której minimalizuje się relatywną stratę, jest według kryterium Savage’a uznawana za najlepszą. W podanym przykładzie najmniejsza strata odpowiada decyzji {\displaystyle d_{2}.}